# Taraxacum splendidum
Taraxacum splendidum — вид квіткових рослин з родини айстрових (Asteraceae). Вид зростає в Європі: Польща, Швеція; це багаторічна рослина помірних біомів.